# Bahnhof Altötting
Der Bahnhof Altötting ist ein Bahnhof der Bahnstrecke Tüßling–Burghausen in der oberbayerischen Kreisstadt Altötting. Die Königlich Bayerischen Staatseisenbahnen nahmen die Betriebsstelle 1897 in Betrieb. Das Empfangsgebäude steht unter Denkmalschutz.

## Lage
Der Bahnhof Altötting liegt an Streckenkilometer 14,040 der eingleisigen und nicht elektrifizierten Nebenbahn von Tüßling nach Burghausen (Streckennummer 5725), deren Ausgangspunkt bis 1908 der Bahnhof Mühldorf (Oberbay) war.
Der Bahnhof befindet sich etwa 500 Meter südlich der Stadtmitte von Altötting. Das Empfangsgebäude steht nördlich der Gleise und hat die Adresse Bahnhofplatz 1. An den Bahnhofplatz schließt sich in Richtung Norden die Bahnhofstraße, welche in die Innenstadt führt, an. In Richtung Osten geht der Platz in die Traunsteiner Straße über. Südlich des Bahnhofs befindet sich zwischen den Gleisen und der Hillmannstraße ein Gewerbegebiet. Westlich des Bahnhofs unterquert die Trostberger Straße das Streckengleis in Richtung Mühldorf. Auf der anderen Seite, im Osten, befindet sich eine Fußgängerunterführung.

## Geschichte
Mit der Eröffnung des ersten Abschnittes der Lokalbahn Mühldorf–Burghausen ging der Bahnhof Altötting als provisorischer Endpunkt am 1. Mai 1897 in Betrieb. Drei Monate später, am 9. August 1897, wurde auf der kompletten Strecke bis Burghausen der Betrieb aufgenommen. Die ehemalige Dampfstraßenbahn Neuötting–Altötting wurde zwar ebenfalls von der Staatsbahn betrieben, endete jedoch schon auf dem Kapellplatz – circa 600 Meter Fußweg vom Altöttinger Bahnhof entfernt.
2020 wurde der Bahnhof Altötting nach dessen umfassender Sanierung von der Allianz pro Schiene zum Bahnhof des Jahres gewählt.

## Aufbau

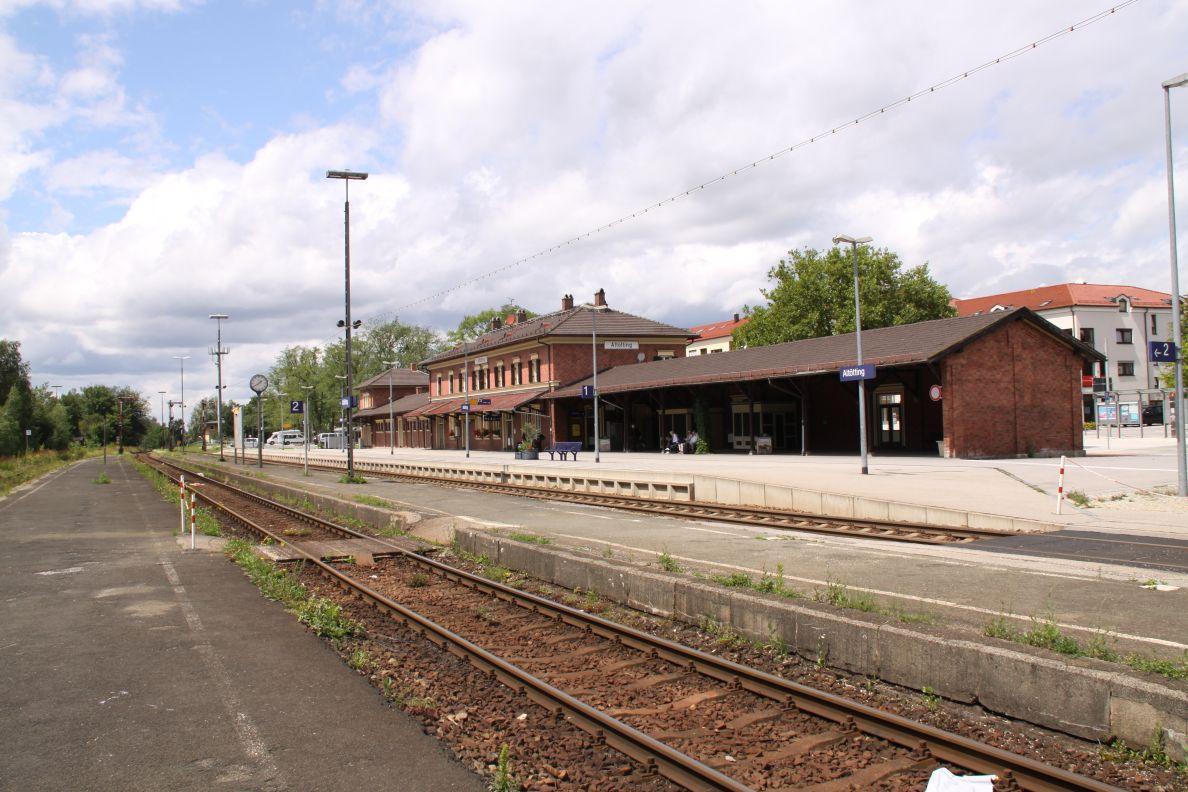
Bahnsteige und Empfangsgebäude (2009)

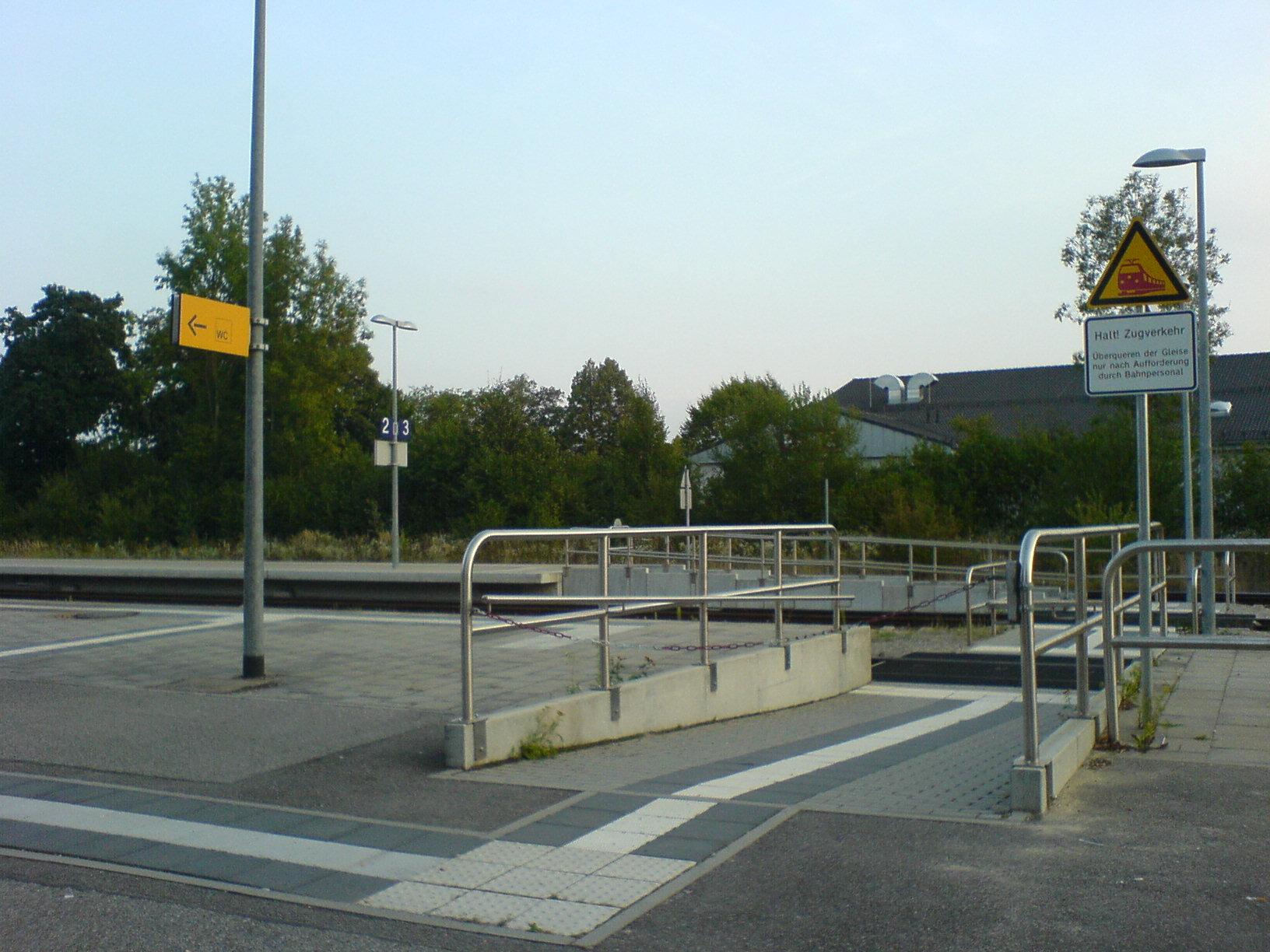
Gleisübergang (2013)

### Gebäude
Das heute unter Denkmalschutz stehende Altöttinger Empfangsgebäude wurde ab 1896 erbaut. Das Bahnhofsgebäude ist ein mehrgliedriger, unverputzter Klinkerbau. Es ist zweigeschossig und schließt nach oben mit einem Walmdach ab. Östlich schließt ein eingeschossiger Trakt an. Dieser öffnet sich im Süden, in Richtung der Gleisanlagen, als überdachte offene Sommerhalle, welche auch als sogenannte Bethalle bezeichnet wird. Westlich schließt sich ebenfalls ein eingeschossiger Gebäudetrakt an, der jedoch mit einem zweigeschossigen Kopfbau abgeschlossen wird. Dieser östliche Teil des Empfangsgebäudes diente hauptsächlich dem Personal, wohingegen sich die Warteräume und die Eingangshalle in den anderen Gebäudeteilen befanden.
Der Betrieb wurde von 1944 bis zum 21. April 2011 von zwei mechanischen Stellwerken der Einheitsbauart geregelt. Die beiden Stellwerke wurden mit Aöf für Altötting Fahrdienstleiter und mit Aös für Altötting Süd bezeichnet. Sie waren in zweigeschossigen Stellwerkstürmen mit flachem Walmdach untergebracht, die sich am westlichen und östlichen Bahnhofsende befanden. Am 22. April 2011 ersetzte ein elektronisches Stellwerk (ESTW) die mechanischen Stellwerke. Der Bahnhof wird seitdem aus dem ESTW Mühldorf ferngesteuert.

### Gleisanlagen und Bahnsteige
Der Bahnhof ist mit drei Hauptgleisen ausgestattet, von denen Ausfahrten in beide Richtungen möglich sind. Die Gleise liegen an einem Haus- und einem Mittelbahnsteig, der über zwei höhengleiche Übergänge erreichbar ist.
| Gleis | Nutzbare Länge | Bahnsteighöhe | Aktuelle Nutzung                                                           |
| ----- | -------------- | ------------- | -------------------------------------------------------------------------- |
| 1     | 136 m          | 55 cm         | Züge in Richtung Mühldorf (Oberbay) und Burghausen                         |
| 2     | 220 m          | 55 cm         | einzelne Züge in Richtung Mühldorf (Oberbay), Kreuzungsgleis für Güterzüge |
| 3     | 220 m          | 55 cm         | keine fahrplanmäßige Nutzung, Kreuzungsgleis für Güterzüge                 |

## Verkehr

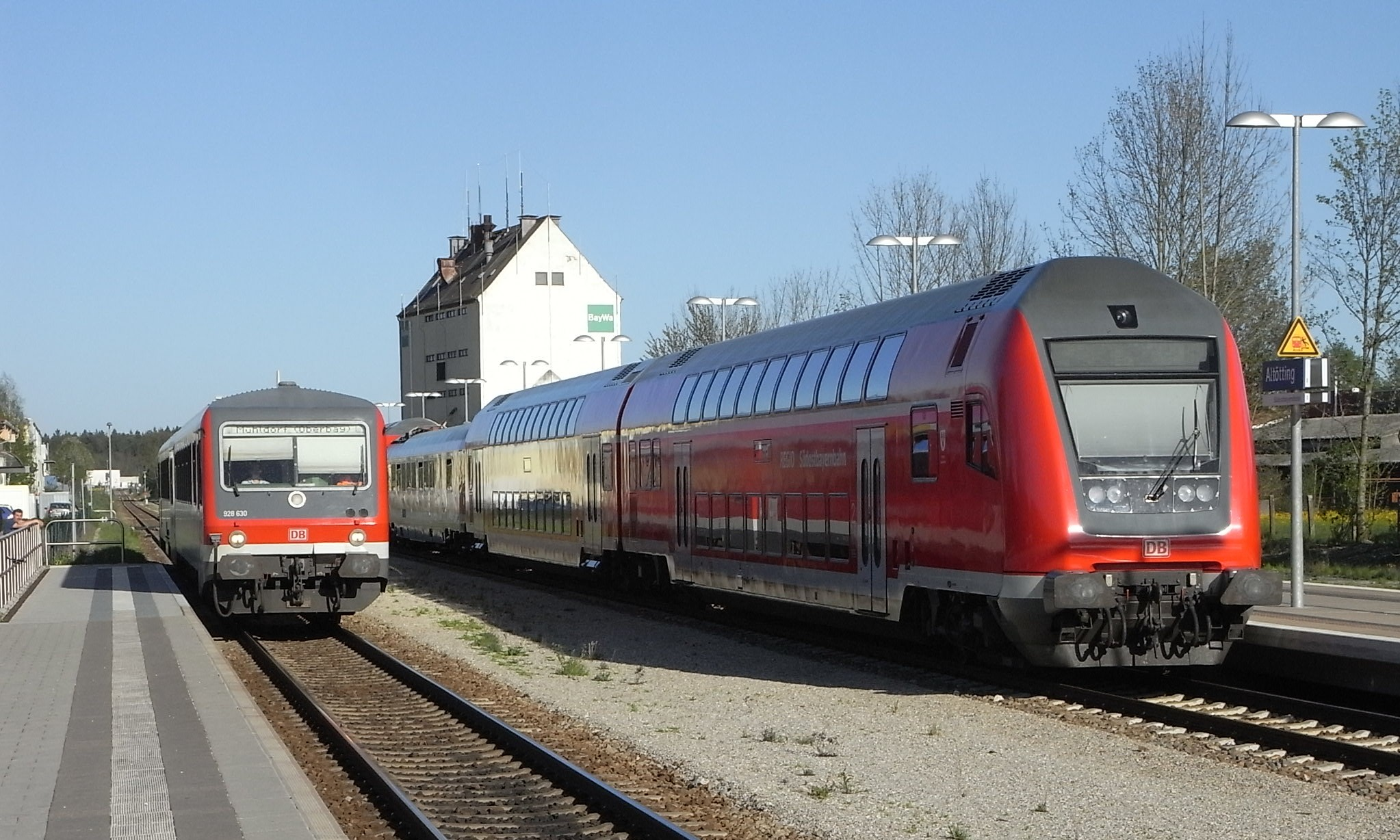
Zugkreuzung in Altötting mit einem Triebwagen der Baureihe 628 und einem lokomotivbespannten Zug

Die Südostbayernbahn bedient den Bahnhof Altötting im Stundentakt mit Regionalbahnen RB 42 der Relation Mühldorf–Burghausen. Morgens finden in Altötting einzelne Zugkreuzungen statt.Der Bahnhof ist stark frequentiert durch Güterzüge von und zu den Chemiewerken in Kastl (Gendorf) und Burghausen.